# Pulaski (Tennessee)
Pulaski és una ciutat de Tennessee, EUA. Al cens de l'any 2010 la població era de 7.870 persones. La ciutat ocupa una àrea total de 17 km² (6,6 milles quadrades). És la seu del comtat de Giles.
Pulaski és tristament coneguda per ser el lloc on va ser fundat el Ku Klux Klan, l'any 1865. Malgrat això, la ciutat ha condemnat el Klan.
El nom li va ser donat per honorar l'heroi de la Guerra de la Independència, nascut a Polònia, Kazimierz Pułaski (1746-1779).